# Шаић
Шаић (архаично Шајић; алб. Shahiq) је насеље у општини Косовска Каменица, Косово и Метохија, Република Србија.

## Становништво
| Демографија | Демографија | Демографија |
| Година      | Становника  | Становника  |
| ----------- | ----------- | ----------- |
| 1948.       | 155         |             |
| 1953.       | 161         |             |
| 1961.       | 133         |             |
| 1971.       | 154         |             |
| 1981.       | 108         |             |
| 1991.       | 94          |             |